# Канцелярия от строений

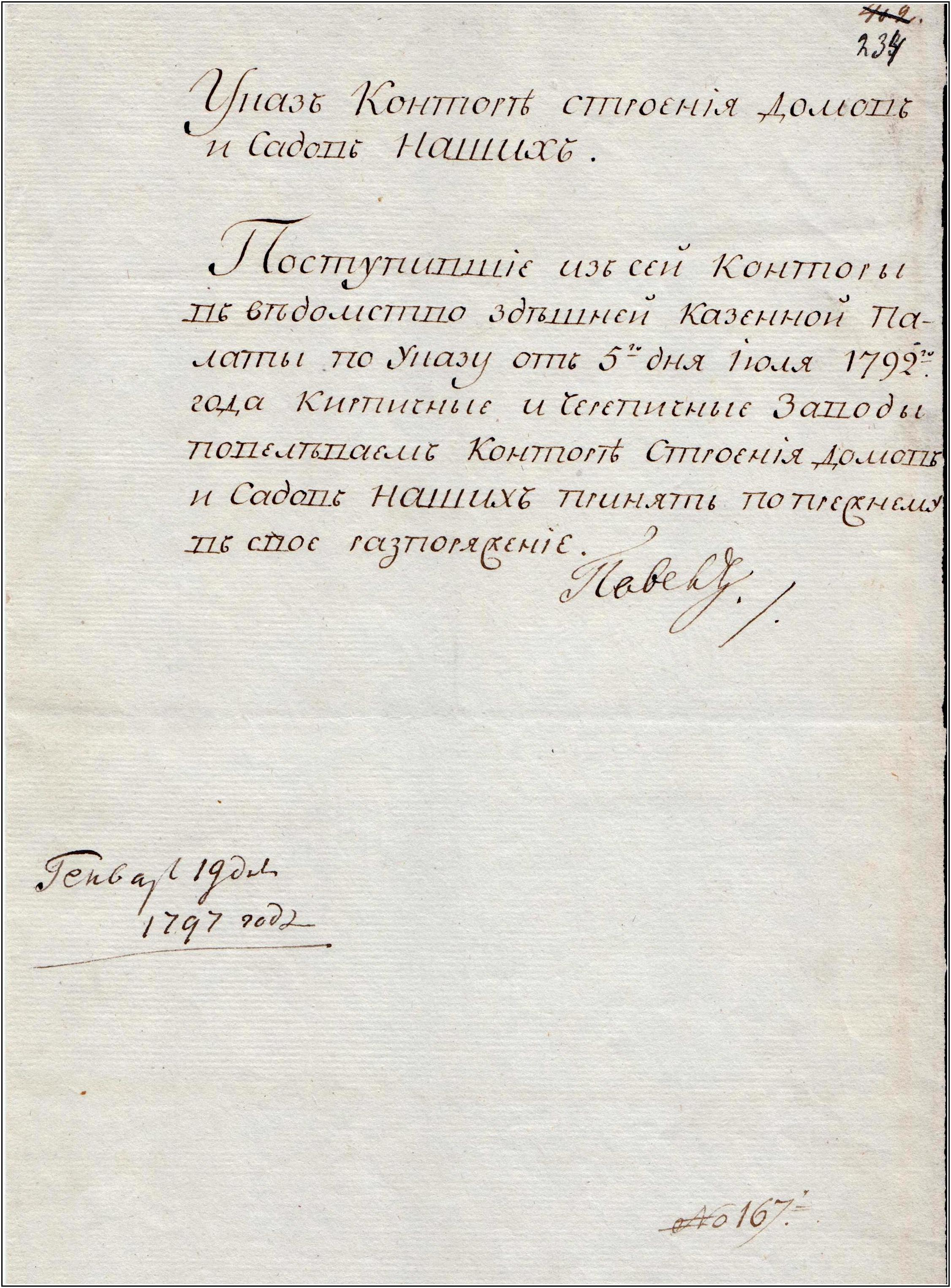
Указ Конторы от строений её императорского величества домов и садов за подписью императора Павла I, 1797.

Не следует путать с Комиссией о каменном строении Санкт-Петербурга
Канцеля́рия от строе́ний (до 1723 года — Канцеля́рия городовы́х дел) — государственное учреждение, ведавшее застройкой Санкт-Петербурга и постройками дворцового ведомства.

## История

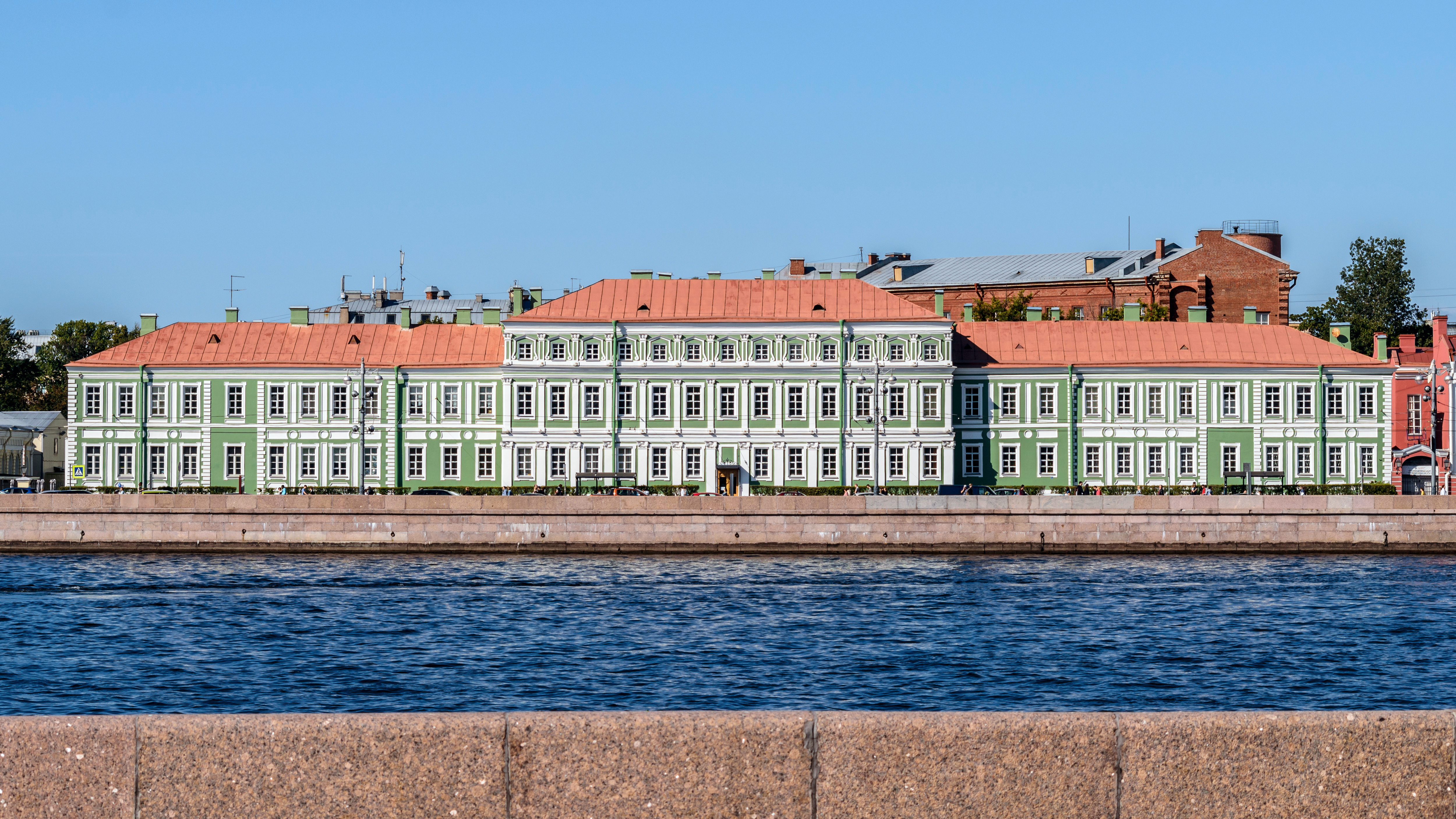
Комиссия некоторое время размещалась в недостроенном Дворце Петра II

Основана в 1706 году, именовалась Канцелярией городовых дел, осуществляла контроль за сооружением городов, крепостей и других построек по всей стране, готовила мастеров строительного дела. Во главе — обер-комиссар или директор над строительством (первым этот пост занимал У. А. Синявин, канцелярия размещалась в его доме на Городском острове близ Троицкой площади). С 1723 года получила статус коллегии и была переименована в Канцелярию от строений. К этому времени численность сотрудников составляла 2225 человек — жалованья на всех 44063 руб. в год.
Сфера деятельности Канцелярии сократилась после того, как в Сенате в январе 1762 года обсуждался вопрос о создании Комиссии от каменного строения Санкт-Петербурга и Москвы, учреждённой осенью того же года. Канцелярия перестала заниматься регулированием планировки городов и постройками обывателей, ограничиваясь только постройками дворцового ведомства: в 1765 году в ведение Канцелярии передано строительство «императорских домов» (переименовывается в Канцелярию от строения домов и садов). Тогда же были утверждены штат и реестр всем объектам этого ведомства. Новый глава Канцелярии И. И. Бецкой стремился подчинить всё строительство своей воле и вкусу, хотя, как часто пишут в литературе, не обладал в должной мере ни тем, ни другим. Не назначая главного архитектора, Бецкой взял на себя функцию по согласованию проектов зодчих.
В 1769 Комиссия преобразуется в Контору от строений е.и.в. домов и садов, сокращается штат, что не улучшило положения дел. О проблемах писал И. И. Бецкой, назначенный директором учреждения ещё в 1762 году:
…при всех строениях один архитектор Фельтинг прежний каменный мастер, итальянцев престарелых двое, живописцев русских двое и столько же садовых мастеров немцев в подагре… ведаю только, что я один во всех местах бьюся что собака без всякой помощи…

В 1797 году слита с Гоф-интендантской конторой. Все решения канцелярии фиксировались в протоколах её заседаний, подрядчики были обязаны неукоснительно следовать им. В ведении канцелярии находилась «живописная команда», мастерские для подготовки специалистов позолотного, штукатурного, столярного дела.

## Хронология изменений названия
- Канцелярия городовых дел (1706—1723),
- Канцелярия от строений (1723—1765),
- Канцелярия от строений её императорского величества домов и садов (1765—1769),
- Контора от строений её императорского величества домов и садов (1769—1797).

## Руководство
Пост директора в разное время занимали:
- У. А. Синявин (1706—1718; 1720—1735);
- А. М. Черкасский (1718—1719);
- В. В. Фермор (1746—1758);
- И. И. Бецкой (1762-);

и др.
Главными архитекторами в разное время были:
- Д. Трезини;
- А. В. Квасов;
- Ю. М. Фельтен (до 1784 года);
- И. Е. Старов (1784—1798 годы);

В «живописной команде» работали художники Л. Каравак, А. М. Матвеев, И. Я. Вишняков и др.